# Hansa-Brandenburg D.I

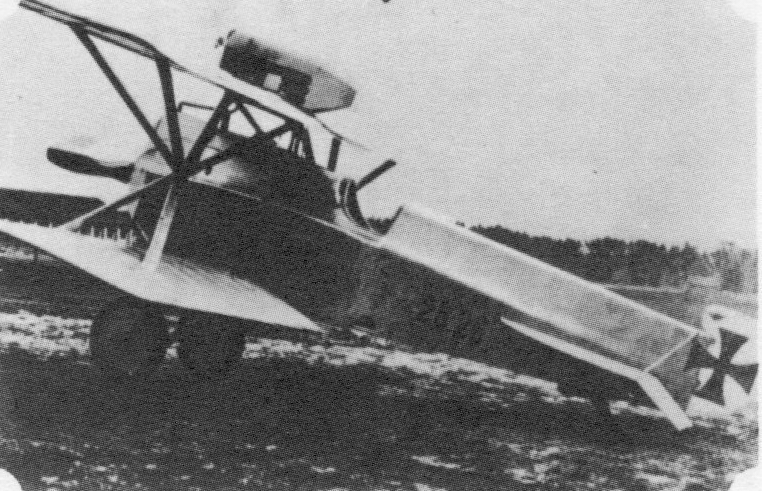
Hansa-Brandenburg D.I

Hansa-Brandenburg D.I німецький винищувач-біплан, який використовувався в Першій світовій війні Цісарсько-королівськими повітряними силами Австро-Угорщини.

## Історія
Для поповнення парку винищувачів Ц.к. повітряних сил було використано одномісні біплани німецької фірми Hansa und Brandenburgische Flugzeug-Werke. Їх розробив Ернст Гайнкель на основі гідролітака Hansa-Brandenburg KDW (нім. Kampf-Doppeldecker-Wasser "бойовий-біплан-вода"). Їх виробляли підприємства Hansa-Brandenburg і по ліцензії австрійські Phönix Flugzeug-Werke AG та Flugzeugfabrik AG (Будапешт). Із запланованих 2 серій по 200 літаків виготовили 122 або більше.
Через хронічний брак винищувачів доволі швидкий Hansa-Brandenburg D.I прийняли на озброєння, хоча радіатор обмежував зону огляду пілота. Озброєння складалось із закріпленого на верхній площині верхнього крила одного несинхронізованого 8-мм кулемета Schwarzlose, що ускладнювало прицілювання. Винищувач почав поступати на фронт восени 1916 і через значну кількість аварій отримав назву "труна". Навіть корпус кулемета із запасом амуніції понад верхнім крилом називали "дитячою труною". Літак переважно використовувався Ц.і к. повітряними силами Австро-Угорщини з середини 1917 і до кінця війни вціліло лише декілька літаків. На заміну Hansa-Brandenburg D.I прийшов Phoenix DI. 
Одночасно на D.I починали літати австрійські аси Годвін Брумовський (35 перемог) і Франк Лінке-Кравфорд (24 перемоги).
У післявоєнний час Hansa-Brandenburg D.I використовувався у боях австрійських сил з сербсько-хорватськими за Клагенфурт.

## Тактико-технічні характеристики

### Hansa-Brandenburg D.I
|                              |                                                            |
| Розміри                      | Параметри                                                  |
| Тип літака:                  | винищувач                                                  |
| Роки випуску:                | 1916-1917                                                  |
| Довжина:                     | 6,35 м                                                     |
| Розмах крил:                 | 8,5 м                                                      |
| Висота:                      | 2,8 m                                                      |
| Маса порожнього:             | 672 kg                                                     |
| Вантажопідйомність:          | 382 kg                                                     |
| Стартова маса:               | 918 (1.375) kg                                             |
| Площа крила:                 | 23,95 м²                                                   |
| Мотор:                       | 1×6-циліндровий водяного охолодження рядний Austro-Daimler |
| Потужність мотора:           | 185 к.с.                                                   |
| Макс. швидкість:             | 187 км/год                                                 |
| Практична стеля :            | 5000 m                                                     |
| Скоропідйомність до 1000 м : | 3 зхв.                                                     |
| Тривалість польоту :         | 2 годин 30 хв.                                             |
| Практична дальність:         |                                                            |
| Озброєння:                   | 1×8-mm Schwarzlose MG M.07/12                              |
| Екіпаж:                      | 1 пілот                                                    |
| Конструктор:                 | ?                                                          |